# DSEI
DSEI  (англ. Defence Security and Equipment International Exhibition and Conference) — международная выставка-ярмарка вооружений, которая с 1999 года раз в 2 года проходит в Лондоне. В отличие от Международной выставки вооружений в Париже Евросатори (англ. Eurosatory) DSEI как альтернатива проводится по нечётным годам.

## Особенности DSEI
С 2001 г. местом проведения DSEI является выставочный центр ExCeL London — центр выставок и конференций, а также место проведения летних Олимпийских и Паралимпийских игр 2012 в районе Лондона, имеющем полуофициальное название Доклендс (англ. London Docklands). Площадь внутренних помещений составляет 400 000 м².
Длительность выставки DSEI — одна неделя. К примеру, 20-я юбилейная выставка DSEI проходила с 10 по 13 сентября 2019 г.
Проведение DSEI постоянно сопровождается активными протестами.

## Галерея
- Экспонат DSEI 2015
- DSEI 2017
- Протесты против DSEI, 9 сентября 2017 г.
- RBS-15 Mk4 на DSEI 2019
- Терминалы Thuraya на DSEI 2019
- SeaFoxC Mk2 на DSEI 2019
- BAE Systems Tempest на DSEI 2019
- РЛС CAPTOR-E, DSEI 2019
- Барражирующие боеприпасы HERO (UVision Air Ltd, Израиль), DSEI 2019

### Официальные сайты
- Официальный сайт DSEI
- Clarion Events

### Протесты против DSEI
- Stop The Arms Fair co-ordinates actions against the arms fair
- Campaign Against Arms Trade Arms Fairs Campaign